# Euphaea refulgens
Euphaea refulgens là loài chuồn chuồn trong họ Euphaeidae (Epallagidae). Loài này được Hagen in Selys mô tả khoa học đầu tiên năm 1853.